# Ярлыково (Московская область)
Ярлыково — деревня в городском округе Домодедово Московской области России.

## История
До 1923 года деревня была центром Ярлыковского сельсовета. С 1923 до 1994 гг. деревня входила в Растуновский сельсовет, с 1994 до 2007 гг. — в Растуновский сельский округ Домодедовского района.
24 марта 2004 года в состав деревни Ярлыково был включён посёлок Стройгород Домодедовского района.

## Население
| 2002 | 2010 |
| ---- | ---- |
| 2    | ↗76  |